# Функція (соціологія)
Функція (лат. functio — виконання, здійснення) — у соціології та соціальній антропології: 1) роль, яку виконує той чи інший елемент соціальної системи в її організації як цілого, в здійсненні інтересів соціальних груп і класів; 2) залежність між різноманітними соціальними процесами, що виражається в функціональній залежності змінних; 3) соціальна дія, що стала стандартизованою, регулюється певними нормами і контролюється соціальними інститутами. Соціологічний аналіз функції складає ядро функціоналізму — методологічного принципу, що передбачає виокремлення об'єкта дослідження як цілого, його елементів і виявлення функціональних залежностей і між складовими елементами, і між елементами та соціальним цілим. Різне трактування поняття «функція» мало у Еміля Дюркгайма, Броніслава Малиновського та Альфреда Редкліф-Брауна.

## Еміль Дюркгайм
Функція — роль, яку те чи інше соціальне явище відіграє у встановленні «загальної гармонії» (соціальної солідарності). Функціональний аналіз розглядалося як необхідний компонент соціологічного дослідження. Дюркгайм активно використовував функціональні пояснення у своїх дослідженнях поділу праці, самогубства і релігійних вірувань.

## Броніслав Малиновський
В основі поняття функція — позитивна дія, що здійснюється на користь чогось. Так вся культура є відповіддю на біологічні потреби людини. З цього досить нехитрого зіставлення елементарних потреб і способів їх задоволення виводиться поняття «функція». Відповідно «функція в цьому найпростішому й основному аспекті людської поведінки може бути визначена як задоволення органічного імпульсу належним актом».

## Альфред Редкліф-Браун
Редкліф-Браун, автор терміна «соціальна антропологія», вважав, що окремі людські істоти пов'язані певною мережею соціальних відносин в інтегроване ціле. Безперервність структури підтримується процесом соціального життя, який полягає в діяльності та взаємодію людей і організованих груп, в які об'єднуються індивіди. Соціальне життя спільноти тут визначається як функціонування соціальної структури. Функція всякої повторюваної діяльності, такої, як покарання за злочини, наприклад, або похоронні церемонії, є та роль, яку ця діяльність відіграє у соціальному житті в цілому, і також внесок, який вона вносить у підтримку безперервності структури.
Таким чином, поняття «функція», на думку Редкліф-Брауна, тягне за собою поняття про структуру, що складається з мережі зв'язків між одиницями-єдностями, а також поняття про безперервність структури, що підтримується процесом життя, який забезпечується діяльністю складових одиниць. В людському суспільстві соціальна структура як ціле може спостерігатися тільки в процесі її функціонування.
Таким чином функція, як її визначає Редкліф-Браун — це внесок, зроблений діяльністю окремої частини в загальну діяльність якогось цілого, до якого ця частина включена. Функція конкретної соціальної практики — це її внесок у загальне соціальне життя, тобто у функціонування соціальної системи в цілому.